# 拉夫羅夫島
拉夫羅夫島是俄羅斯的島嶼，屬於北地群島的一部分，位於布爾什維克島東北1.5公里的拉普捷夫海，由克拉斯諾亞爾斯克邊疆區負責管轄，長6公里、寬1.4公里，最高點海拔高度10米，島上無人居住。